# Голландская болезнь вяза

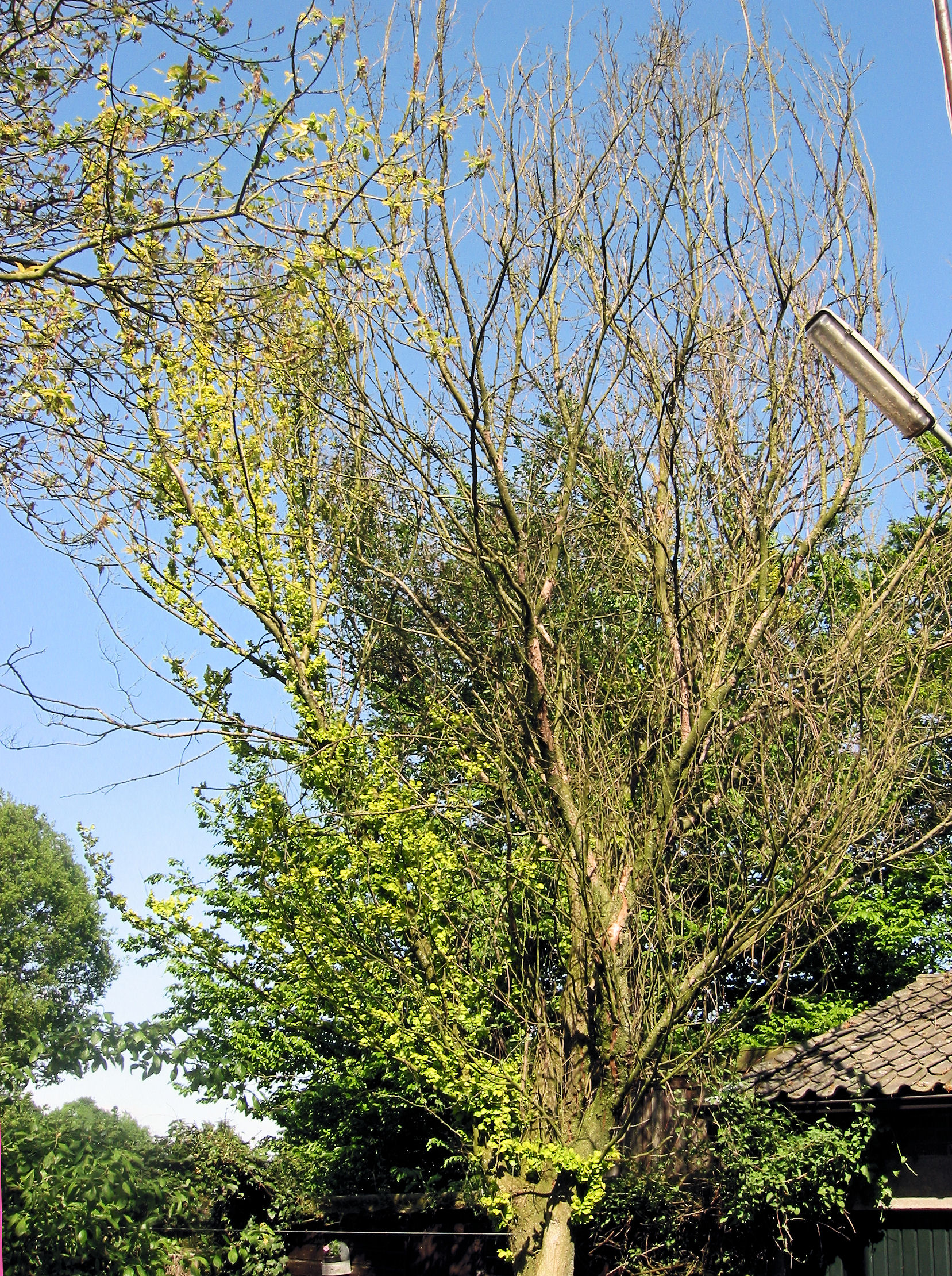
Вяз голландский, поражённый графиозом

«Голла́ндская боле́знь вя́за», или графио́з и́льмовых — грибковая болезнь деревьев семейства Вязовые (Ulmaceae). В начале XX века была занесена в Голландию предположительно из Восточной Азии, затем распространилась по значительной территории Европы и занесена в Северную Америку. Вызывает в Европе и Северной Америке массовое отмирание вязов в лесах и культурных насаждениях, иногда вплоть до полного уничтожения популяций.
К заболеванию в разной степени чувствительны виды и гибриды рода Вяз (Ulmus) и некоторые другие представители семейства, например дзельква пильчатая (Zelkova serrata). Мелколистные виды поражаются значительно реже, чем крупнолистные. Наиболее восприимчивы вяз горный (Ulmus glabra), вяз гладкий (Ulmus laevis), вяз малый (Ulmus minor), вяз американский (Ulmus americana) и дзельква пильчатая; восприимчив вяз английский (Ulmus procera); наиболее устойчивы азиатские виды — вяз мелколистный (Ulmus parvifolia), Вяз приземистый (Ulmus pumila), Ulmus pumila pennato-ramosa.
Болезнь может распространяться в естественных лесах, лесных культурах, защитных лесополосах и городских посадках. В чистых вязовых насаждениях риск эпифитотии выше, чем в смешанных.

## Возбудители и переносчики
Одними из первых, кто занимался изучением этой болезни, были нидерландский ботаник-фитопатолог Йоханна Вестердейк и её ученицы Беатриса Шварц и Кристина Бёйсман; в начале 1920-х годов им удалось выявить возбудителя этой болезни — грибок-аскомицет рода Офиостома (Ophiostoma). Первоначально был описан один вид: современное название — Офиостома вязовая (Ophiostoma ulmi) [syn. Ceratocystis ulmi, Ceratostomella ulmi]. Впоследствии некоторые формы возбудителя были выделены в отдельные виды: в 1991 году описан вид Ophiostoma novo-ulmi, в 1995 — Ophiostoma himal-ulmi из северо-индийского штата Химачал-Прадеш. В Европу была занесена анаморфная стадия гриба, которая и была впервые описана как вид несовершенных грибов Графиум вязовый (Graphium ulmi), от неё болезнь получила название «графиоз». Телеоморфа появилась и была описана через 10 лет. Анаморфа типа Graphium характеризуется образованием коремиальных спороношений, кроме неё известна ещё одна анаморфа типа Sporothrix, у которой конидии развиваются непосредственно на мицелии, и дрожжевидная стадия. Вторая анаморфа и дрожжевидная форма способны быстро распространяться по сосудистой системе растения во время весеннего сокодвижения.
Виды и/или формы возбудителя различны по степени патогенности. Наиболее патогенен вид O. novo-ulmi, который интенсивно выделяет токсин увядания — цератоульмин, что приводит к быстрой гибели дерева, другие виды могут вызывать заболевание в хронической форме.
Переносчиками являются жуки-короеды: заболонник большой ильмовый (Scolytus scolytus), заболонник струйчатый (Scolytus multistriatus), реже заболонник пигмей (Scolytus pygmaeus) (в Европе), американский ильмовый короед (Hylurgopinus rufipes) (в Америке). Могут участвовать в распространении и листогрызущие насекомые — ильмовый листоед (Xanthogaleruca luteola) и другие. Гриб образует бесполые спороношения и плодовые тела в галереях, прогрызенных жуками и личинками. Как конидии, так и аскоспоры покрыты слизью и легко прилипают к телу жука, а время спороношения (весной) совпадает со временем лёта жуков. Подсыхая, споры могут также разноситься ветром и распространяться вместе с заражённой древесиной. Заражение в этом случае происходит при попадании спор на свежие повреждения.

## Ход болезни
Болезнь может протекать в хронической или острой формах. При обеих формах наблюдается поражение и отмирание проводящих систем дерева, сосуды заполняются бурой камедеобразной массой, их просветы закупориваются. На срезе ветвей и ствола поражённые сосуды заметны в виде бурых пятен, прерывистых или сплошных колец, такое побурение является основным симптомом заболевания. В результате поражения и закупорки сосудов камедью и гифами гриба дерево начинает усыхать, дополнительная причина увядания — выделение грибом токсина.
При хроническом течении заболевания, которое встречается чаще, листва распускается позже, а опадает раньше естественных сроков. Листовые пластинки уменьшаются, отчего крона приобретает ажурный вид, листья на поражённых ветвях желтеют и выделяются на фоне ещё здоровых частей кроны (симптом «жёлтого флага»). Следующей весной начинается отмирание поражённых ветвей. Усыхание ветвей начинается с верхушки и движется вниз. Побеги принимают крючковидную форму, листья становятся красно-бурыми, свёртываются и повисают. Дерево погибает в течение нескольких лет. Радиальный прирост дерева происходит быстрее, чем гриб проникает вглубь ксилемы, поэтому на срезах ствола всегда обнаруживается поражение сосудов в более старых годичных кольцах.
Острая форма характеризуется внезапным усыханием, листья скручиваются трубочкой и часто не меняют цвет. Дерево погибает в течение одного сезона, при сильном поражении может засохнуть за месяц или даже за несколько дней.

## Распространение
Родиной грибка считают Юго-Восточную Азию, поскольку в этом регионе известны устойчивые виды вяза.
В Европе болезнь впервые появилась в 1917—1919 годах в Нидерландах. Предполагают, что грибок мог быть завезён с корзинами из вязовых прутьев, в которых перевозили вещи китайские рабочие. Китайцев нанимали для строительства оборонительных сооружений во время Первой мировой войны. В 1919—1929 годах болезнь распространилась по Европе, в 1930—1933 годах с грузами брёвен была занесена в США через порты Атлантики и Мексиканского залива. Голландия потеряла до 70 % вязовых насаждений. Страны, где растут преимущественно мелколистные вязы, например Австрия, пострадали незначительно. В 1936 году голландская болезнь достигла западных регионов СССР и Юго-Западной Азии, а к 1940 году эпидемия в Европе практически прекратилась, но продолжалась в Америке, распространившись по восточным и центральным штатам. В 1940 году болезнь была обнаружена на востоке Канады. Урон среди насаждений вяза американского достигал 15 % в год.
В 1940-х годах на территории Украины и Румынии началась новая пандемия, предположительно вызванная видом O. novo-ulmi. Болезнь так же быстро распространилась на примерно те же территории. Особенно пострадала Великобритания, где вяз считается одним из национальных символов, во многих регионах насаждения были полностью уничтожены. К XXI веку голландская болезнь оказалась широко распространённой в центральных и южных регионах Европейской части России.

## Меры борьбы
Эффективные способы лечения поражённых деревьев, даже при хронической форме заболевания, неизвестны. Для предотвращения распространения голландской болезни проводятся профилактические и карантинные мероприятия, принимаются меры борьбы с насекомыми-переносчиками. Отдельные деревья, например в парках, можно защитить инъекцией системного фунгицида в нижнюю часть ствола.
В лесных насаждениях ежегодно в июле—сентябре проводят надзор, при обнаружении болезни проводят выборочные или сплошные санитарные рубки, необходим своевременный вывоз и уничтожение порубочных остатков, пни подвергаются антисептической обработке. Рекомендуется создавать смешанные насаждения, используют здоровый посадочный материал, взятый от устойчивых видов, селекционных форм или отдельных экземпляров вяза.